# Coleophora kahaourella
Coleophora kahaourella é uma espécie de mariposa do gênero Coleophora pertencente à família Coleophoridae.